# Anna Kappstein
Anna Marie Elisabeth Kappstein (* 30. Juli 1870 in Potsdam, Preußen, als Anna Maria Elisabeth Behnisch; † 24. Januar 1950 in Rudolstadt, Land Thüringen, Deutsche Demokratische Republik), mitunter auch Anna Behnisch-Kappstein, war eine deutsche Schriftstellerin.

## Leben
Anna Behnisch wurde 1870 in Potsdam als Tochter eines Gymnasiallehrers geboren.  Im Jahr 1900 heiratete sie den Schriftsteller und Theologen Theodor Kappstein (1870–1960). Das Ehepaar wohnte 1909 in Berlin-Charlottenburg in der Kleiststraße 29, 1912 im gleichen Bezirk in der Schlossstraße 17. Das Ehepaar nahm regelmäßig an den Versammlungen der Berliner Künstlervereinigung Die Kommenden teil. Das Personenlexikon Wer ist wer? gab ferner 1909 und 1912 an, die Lieblingsbeschäftigungen Kappsteins seien „Reisen“ und „Beobachtung der Tiere“. Kappstein starb 1950 im Alter von 79 Jahren in Rudolstadt. Davon abweichend gab das US-amerikanische Journal Books Abroad in einem zeitgenössischen Nekrolog das Todesalter Kappsteins, einer „deutsche[n] Romanschriftstellerin“, mit 67 Jahren an.

## Werk
1897 veröffentlichte Kappstein mit Blutstropfen ihr erstes Werk, weitere folgten in den nächsten Jahren. Nach ihrer Hochzeit arbeitete Kappstein mitunter unter dem Pseudonym Anna Behnisch-Kappstein. Ihr Verleger war zumindest 1909 und 1912 August Scherl. Daneben schrieb sie für verschiedene Zeitungen wie die Deutsche Rundschau, das Berliner Tageblatt, Nord und Süd, den Schwäbischen Merkur, den Dresdner Anzeiger und die Breslauer Morgenzeitung.
In den 1910ern schrieb Kappstein mehrere Artikel für die Frauenzeitschrift Die Welt der Frau. Unter anderem plädierte sie dafür, dass jede Hausfrau aus Respekt vor den Frauen der Unterschrift „ein beispielhaftes, nämlich demonstrativ sparsames Konsumverhalten“ (Barbara Duttenhöfer) an den Tag legen sollte. Explizit warnte sie vor Rabattaktionen. Andere Beiträge Kappsteins zu der Zeitung diskutierten unter anderem das Lebensmodell von Frauen, die Zeit ihres Lebens im Haushalt ihrer leiblichen Familie halfen und selbst nie eine eigene Familie gründeten, und die gesellschaftliche Rolle der Frau während des Ersten Weltkriegs. Kappstein empfand die Lage als Ausnahmesituation, in der die Frau am „Ganzen“ mitzuwirken habe. Sie solle „schlichtweg für ‘jede Art von nötiger Arbeit’“ bereit sein, darunter die Fortführung des Berufes ihres (einberufenen) Ehemanns und die Pflege desselben, falls dieser verletzt von der Front nach Hause komme. Gleichzeitig dürfe aber auch die Kindeserziehung nicht zu kurz kommen. 1911 verfasste Kappstein in Der Türmer einen Aufsatz über impressionistische Frauenmode. Sie argumentierte, dass die zeitgenössische Mode vom Impressionismus in der Kunst inspiriert sei. Ziel des Modetrends sei es, eine ganzheitliche „Impression“ aus Kleidung und Frisur zu schaffen. Es sei „zu wünschen, daß sie [die impressionistische Frauenmode] eine zunehmende künstlerische Durchbildung der Frauen von den Verzerrungen befreie“ und damit einen „bleibendere[n] Einfluß als [...] [eine] Saisonlaune“ hinterlasse.
1941 verfasste Kappstein für den Wiener Ostmarken Verlag von Gottfried Linsmayer das Buch Tischlein deck dich. Unter anderem argumentierte sie, dass die Lebensmittelknappheit des Zweiten Weltkriegs positiv sei, erspare sie doch die „Qual der Wahl“ und „Kopfzerbrechen über viel Was und Wie und Warum und Wo des so wichtigen Geschäfts der menschlichen Sättigung, so dass für eine Reihe vielleicht noch wichtigerer Angelegenheiten plötzlich Zeit erübrigt wird“. Ihr Ehemann hatte zwei Jahre zuvor im gleichen Verlag ebenfalls ein Buch veröffentlicht. Christina Köstner resümierte 2002 in den Mitteilungen der Gesellschaft für Buchforschung in Österreich, die Bücher der beiden würden „auf den ersten Blick von ihrer nationalsozialistischen Ideologie zeugen“.

## Werke
- Blutstropfen. Pierson, Dresden / Leipzig 1899 (anderen Angaben zufolge 1897).
- Am Zuchthaus vorbei. R. Mosse, Berlin 1900.
- Wanderkameraden. Kahle, Eisenach 1902.
- Dichtergrüsse. Pintus, Berlin 1902.
- mit Anna Plothow, Pauline Thom-Zell und Gertrud Triepel: Das Buch der Frau. Reisner, Leipzig 1903 (zwei Teile; teils auch „Das deutsche Frauenbuch“).
- Freie Bahn. Reissner, Dresden 1905.
- Das klingende Fließ. Wedekind & Co, Berlin 1906.
- Meine zoologischen Freundschaften. Continent, Berlin 1907.
- Ehrenschuldner und andere Erzählungen. Hilger, Berlin / Leipzig 1908.
- Der Opferstein. Bondy, Berlin 1911.
- Der lichte lange Tag: Novellen. Märkische Verlagsanstalt, Berlin 1913.
- Der Berufs der Kriegswitwe: Wegweiser in ein neues Leben. Velhagen & Klasing, Bielefeld / Leipzig 1916 (mit einem Vorwort von Rudolf Eucken).
- Die Fackelträgerin: 10 Jahre einer Jugend. Seyfert, Dresden 1920.
- Ehekunst. Felsen-Verlag, Buchenbach-Baden 1922.
- Reisekunst. Felsen-Verlag, Buchenbach-Baden 1923.
- Gespräch und Brief. Felsen-Verlag, Buchenbach-Baden 1924.
- Die zweite Frau. Der Erbe. Erzählungen. Weltgeist-Bücher, Berlin 1926.
- Freundschaft. Felsen-Verlag, Buchenbach-Baden 1927.
- Die Masken der Ursula Heß: Roman. P. J. Oestergaard, Berlin 1930.
- Es ruft die Schweiz. P. J. Oestergaard, Berlin 1931.
- Das gefangene Bild: Roman. P. J. Oestergaard, Berlin 1933.
- Das fremde Kind: Roman. P. J. Oestergaard, Berlin 1935.
- Das Lied der Dinge: Roman. P. J. Oestergaard, Berlin 1937.
- Die drei Bäume am Seelenstein: Roman. P. J. Oestergaard, Berlin 1938.
- Der Rosenkakadu: Roman. Rekord-Verlag, Berlin 1939.
- Die ausgelöschte Kerze: Roman. Burmeister, Bremen 1941.
- Tischlein deck dich: Unzeitgemäße Biedermeiereien. Ostmarken-Verlag, Wien 1941.